# ماريانا باخماير
ماريانا باخماير (3 يونيو 1950 - 17 سبتمبر 1996) كانت امرأة ألمانية أطلقت النار وقتلت مغتصب وقاتل ابنتها كقصاص ذاتي داخل قاعة محكمة مقاطعة لوبيك في 1981.
عاشت باخماير طفولة ومراهقة تعيسة مع أسرة متدينة صارمة فقد كان أبيها الاستبدادي عضواً سابقاً في قوات فافن إس إس. وقد طُردت من المنزل وحملت مرتين، وضعت خلالهما طفليها للتبني كرُضع، وذلك قبل أن تلد آنا. نشأت آنا مع والدتها التي كانت تدير حانة في لوبيك. ووفقاً للأصدقاء، كانت آنا طفلة مفعمة بالحياة ومنفتحة عوملت كشخص بالغ ولم تحظ أبداً بحياة أسرية هانئة.
تعرضت آنا (7 سنوات) للاختطاف والاعتداء الجنسي والقتل في 5 مايو 1980 على يد كلاوس غرابوفسكي المدان بارتكاب جرائم جنسية. والذي وضعها في صندوق، ألقاه بعد ذلك على ضفة قناة، لكن أبلغت خطيبته الشرطة عنه. صرح غرابوفسكي، بمجرد إلقاء القبض عليه، أن آنا حاولت ابتزازه بذريعة التحرش، ودفعه خوفه من العودة إلى السجن لقتلها.
في 6 مارس 1981، في اليوم الثالث للمحاكمة وحوالي الساعة 10 صباحاً، أطلقت ماريانا باخماير النار على غرابوفسكي في ظهره سبع مرات في محكمة مقاطعة لوبيك، مما أسفر عن مقتله على الفور. حازت القضية على تغطية إعلامية واسعة وأثارت جدل عام. أدينت باخماير بالقتل الخطأ وحيازة سلاح ناري بشكل غير قانوني، وحُكم عليها بالسجن ستة أعوام ولكن أطلق سراحها بعد أن أمضت ثلاث سنوات.
رحلت باخماير إلى الخارج قبل أن تعود إلى ألمانيا بعد تشخيص إصابتها بسرطان البنكرياس. وتوفيت عن عمر يناهز 46 عاماً ودُفنت بجوار ابنتها آنا في مقبرة بورغتورفريدهوف [الإنجليزية] في لوبيك.

## شبابها وأسرتها
نشأت باخماير في زارشتيت بعد أن فر والداها من بروسيا الشرقية. فقد كان والدها عضواً في فافن-إس إس. ونشأت في منزل محافظ مع والديها المتدينين. كان والدها بمثابة الشخصية الرسمية النمطية، وكان يقرع الخمر كثيراً ويقضي معظم وقته في حانة قريبة من المنزل. لم تكن أجواء منزلها لطيفة، وجعل شرب الكحول والدها أكثر عدوانية.
تزوجت والدتها مرة أخرى لاحقاً، بعد طلاقها. وعاشت ماريانا فترة مراهقة مضطربة مع زوج أم متسلط. حتى طردتها والدتها من المنزل وألقت عليها باللوم في كل ما حدث.
أنجبت باخماير طفلها الأول في 1966، عندما كانت تبلغ من العمر 16 عاماً، والذي عرضته للتبني وهو رضيع. وحملت مرة أخرى في سن 18 من صديقها آنذاك. تعرضت باخماير للاغتصاب، قبل وقت قصير من ولادة طفلها الثاني والذي عرضته أيضاً للتبني وهو رضيع.
بدأت باخماير في مواعدة كريستيان برتولد، مدير حانة، في 1972، وكلاهما عمل في تيبازا. حينها حملت للمرة الثالثة عن عمر يناهز 22 عاماً. وأنجبت ابنتها الثالثة، آنا، في 14 نوفمبر 1972، والتي ربتها بمفردها لأن كريستيان لم يكن مستعداً للدخول في شراكة جادة. نتيجة لذلك، كانت تحضر آنا معها للعمل، وقيل إنها لم تشعر أبداً بالحاجة إلى الإسراع بالعودة إلى المنزل بعد عملها في الحانة. كانت بخماير تعامل ابنتها كبالغة، وكان من المتوقع لها منذ صغرها أن تهتم بالعديد من الأشياء بمفردها. ذكر الناس أن الطفلة الصغيرة كانت تنام أثناء سهر والدتها. كانت آنا شابة نابضة بالحياة ولم يكن لديها حياة أسرية ممتعة بالفعل، وفقاً لما ذكرته صديقة ماريانا.

## جريمة قتل ابنتها
عندما كانت آنا باخماير في السابعة من عمرها في 5 مايو 1980، تشاجرت مع والدتها وقررت ترك المدرسة. اختطف كلاوس غرابوسكي الفتاة، وهو جزار يبلغ من العمر 35 عاماً، كانت آنا قد زارته لتلعب مع قططه. احتجز الخاطف آنا لعدة ساعات في منزله، واعتدى عليها جنسياً، وخنقها في النهاية بزوج من الجوارب الطويلة لخطيبته. وبحسب المدعي العام، فإنه قيد الفتاة ووضعها في صندوق تركه على ضفة قناة. لكن خطيبته أبلغت الشرطة عنه.
كان كلاوس غرابوفسكي مداناً بارتكاب جرائم جنسية وكان قد حُكم عليه سابقاً بتهمة الاعتداء الجنسي على فتاتين. وخضع طواعية للإخصاء الكيميائي في 1976، على الرغم من أنه قد كُشف لاحقاً أنه خضع لعلاج بالهرمونات في محاولة لعكس عملية الإخصاء. بمجرد إلقاء القبض عليه، ذكر غرابوفسكي أن الفتاة أرادت إخبار والدتها أنه لمسها بشكل غير لائق، لابتزازه مادياً، ما دفعه إلى قتلها خوفاً من العودة إلى السجن.

## القصاص الذاتي في قاعة المحكمة
في 6 مارس 1981، في اليوم الثالث للمحاكمة وحوالي الساعة 10 صباحاً، تمكنت ماريانا باخماير من تهريب مسدس بيريتا 70، إلى قاعة محكمة مقاطعة لوبيك، الغرفة 157، وأطلقت النار على قاتل ابنتها كلاوس غرابوسكي المعترف بجريمته، من الخلف. حيث أنها صوبت المسدس نحو ظهر غرابوفسكي وضغطت على الزناد سبع مرات وأصابته بست طلقات، وقُتل المتهم البالغ من العمر 35 عاماً على الفور تقريباً. ثم خفضت باخماير مسدسها دون أي محاولة منها للفرار، واعتُقلت دون مقاومة.

### الحكم عليها بالقتل الخطأ
اتُهمت باخماير في البداية بالقتل العمد في 2 نوفمبر 1982. في وقت لاحق أسقط الادعاء تهمة القتل العمد. وافقت هيئة المحكمة على الحكم بعد 28 يوماً من المفاوضات. بعد أربعة أشهر من بدء الإجراءات، أدينت باخماير في 2 مارس 1983 من قبل دائرة المحكمة الابتدائية في محكمة مقاطعة لوبيك بتهمة القتل الخطأ وحيازة سلاح ناري بشكل غير قانوني. قبلت المحكمة إلى حد كبير حجة الدفاع بأن الجريمة لم يكن مخططاً لها. وحكمت على باخماير بالسجن ست سنوات لكن أطلق سراحها بعد أن أمضت ثلاث سنوات.

### ردود فعل الجماهير
من المحتمل أن هذه هي الحالة الأكثر شهرة للعدالة الأهلية في ألمانيا الغربية. والتي أثارت تغطية إعلامية واسعة، وسافرت أطقم تلفزيونية من جميع أنحاء العالم إلى لوبيك لتغطية هذه القضية. باعت باخماير قصة حياتها مقابل حوالي 100 ألف مارك ألماني للمجلة الإخبارية شتيرن. بهذا الثمن، أمكنها تغطية أتعاب قضيتها القانونية.
أرسل الكثيرون إلى باخماير رسائل دعم وهدايا وزهور أثناء سجنها، للإشارة إلى تفهمهم لسلوكها. ومع ذلك، بعد أن نشرت شتيرن قصة حياتها، وظهرت تفاصيل حول طفليها الأولين وعلاقة والدها بفافن إس إس، تباينت ردود الرأي العام لأنها لم تعد تناسب صورة «الأم البريئة». حيث ألقى الكثيرون باللوم على القضاء في السماح لرجل اعتدى بالفعل على فتاتين باستخدام الهرمونات لاستعادة الدافع الجنسي. فيما اتهم آخرون باخماير بإهمال آنا وشككوا في مصداقية حزنها. ومع ذلك، عبر كثيرون صراحة عن تعاطفهم مع فعل الانتقام.

### مغادرتها إلى الخارج
تزوجت ماريان باخماير من مُعلم في 1985، وانتقلا إلى أكرا، غانا في 1988. وعاشا في معسكر ألماني حيث كان زوجها يُدرس في مدرسة ألمانية. لكنهما انفصلا في 1990، ووانتقلت باخماير إلى صقلية، حيث عملت كمساعدة لعمليات الموت الرحيم في دار للعجزة في باليرمو. وهناك شُخصت إصابتها بسرطان البنكرياس، فعادت إلى ألمانيا.

### التغطية العامة اللاحقة
أجرت ماريانا باخماير مقابلة مع إذاعة دويتشلاند فونك 7 في 1994، بعد 13 عاماً من انتقامها. وفي نفس العام، ظهرت سيرتها الذاتية بإصدار من دار النشر الألمانية شنيكلوت-فيرلاغ. ثم ظهرت في البرنامج الحواري فليغه على قناة داس إرسته التلفزيونية في 21 سبتمبر 1995. حيث اعترفت بأنها أطلقت النار على قاتل ابنتها بعد دراسة متأنية، لفرض القانون عليه، ولمنعه من نشر المزيد من الأكاذيب عن ابنتها آنا. في فيلم وثائقي لإيه آر دي في 2006، قالت صديقة سابقة أيضاً إن ماريانا باخماير تدربت على إطلاق النار في الطابق السفلي تحت الحانة الخاصة بها بعد مقتل آنا. لم تعبر ماريانا باخماير عن ندمها بخصوص فعلها الانتقامي.

## وفاتها
طلبت باخماير قبل وفاتها، من مراسل تلفزيون وراديو شمال ألمانيا، لوكاس ماريا بوهمر، مرافقتها وتصوير آخر مراحل حياتها. اعتبر البعض حقيقة أن تصوير باخماير لموتها «البطيء» علانيةً أمراً يتماشي مع سعيها لاسترعاء الانتباه والتعاطف العام منذ جريمتها، حتى عندما تراجع هذا الاهتمام العام بها منذ فترة طويلة.
توفيت باخماير عن عمر يناهز 46 عاماً في 17 سبتمبر 1996، بسبب مضاعفات سرطان البنكرياس في أحد مشافي لوبيك. ودفنت إلى جوار ابنتها آنا في مقبرة بورغتور في لوبيك.

## في الثقافة الشعبية

### المسرح
بدأت مجموعة آنا، وهي مجموعة مكونة من آيدا جورداو، وسوزان أوديت خوري، وآن ماري ماكدونالد، وباتريشيا نيكولز، وباوتا روبيس، وتوري سميث، وبارب تايلور، ومورين وايت، العمل على قطعة مسرحية عن باخماير وفعلها الانتقامي في أوائل الثمانينيات. عرضت نسخة قصيرة من المسرحية لأول مرة في 1983. عرضت المسرحية المكتملة، هذا لأجلك يا آنا [الإنجليزية]، لأول مرة في 1984.

### السينما
- 1984: أم آنا (بالألمانية: Annas Mutter)، فيلم من إخراج بوركهارد دريست (بطولة غودرون لاندغريب)[4]
- 1984: لا وقت للدموع: قضية باخماير (بالألمانية: Der Fall Bachmeier - Keine Zeit für Tränen)، فيلم من إخراج هارك بوم (بطولة ماري كولبين)[26]
- 1996: الموت البطيء لماريانا باخماير (بالألمانية: Das langsame Sterben der Marianne Bachmeier)، فيلم من إخراج لوكاس ماريا بوهمر.[22]

### وثائقي
- 1993: العدالة الذاتية لأم: قضية ماريانا باخماير (بالألمانية: Selbstjustiz einer Mutter: Der Fall Marianne Bachmeier) مقابلة مع ماريانا، على قناة دير شبيغل.[20]
- 2006: انتقام ماريانا باخماير (بالألمانية: Die Rache der Marianne Bachmeier)، وثائقي من عرض الجرائم الكبرى (الموسم 5، الحلقة 28) على قناة إيه آر دي.[21]
- 2017: عندما تقتل النساء: ماريانا باخماير (بالألمانية: Wenn Frauen töten: Marianne Bachmeier)، وثائقي عن برنامج قضايا جنائية مثيرة على قناة زي دي اف.[27]
- 2021: طلقات نارية قاتلة في قاعة المحكمة - قضية ماريانا باخماير (بالألمانية: Tödliche Schüsse im Gerichtssaal - Der Fall Marianne Bachmeier)[28]

### كتب
- ماريانا باخماير (1994). باليرمو، أموري ميو: (بالرومانية). ميونيخ: شنيكلوت. ISBN 3-7951-1357-1. OCLC 33069444

## وصلات خارجية
- ماريانا باخماير: «فعلتها لأجلك يا آنا.»، على يوتيوب. إعادة تمثيل للجريمة
- العدالة الذاتية لأم: قضية ماريانا باخماير، مقابلة مع ماريانا، على قناة دير شبيغل في 1993 (بالألمانية)
- الموت البطيء لماريانا باخماير، فيلم من إنتاج راديو شمال ألمانيا (1996) يدور حول المراحل الأخيرة من حياة ماريانا باخماير. على يوتيوب (بالألمانية)